# Dynamisches Billard

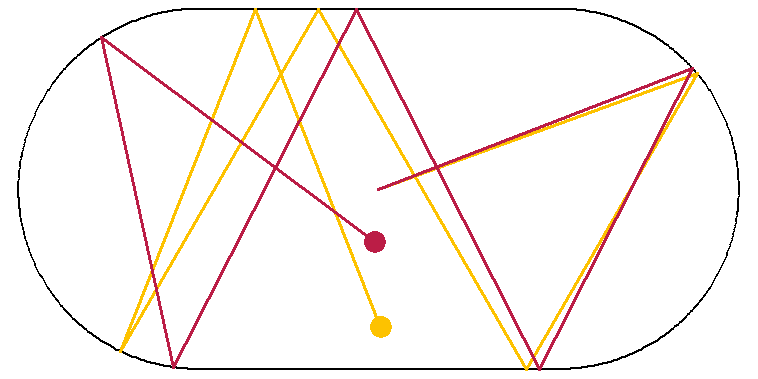
Das Bunimowitsch-Stadion, benannt nach Leonid Abramowitsch Bunimowitsch, ist ein chaotisches Billard mit zwei Freiheitsgraden in Form eines Stadions. In rot und gelb sind zwei Trajektorien eines Teilchens eingezeichnet. Eine Eigenschaft von chaotischen Systemen ist, dass die Trajektorien mit nahezu identischen Startbedingungen stark auseinanderlaufen.

Sinai-Billard, benannt nach dem Mathematiker und theoretischen Physiker Jakow Grigorjewitsch Sinai

Dynamisches Billard wird ein dynamisches System genannt, welches die Bewegung eines Massenpunktes beschreibt, der sich kräftefrei in einem Gebiet mit stückweise glattem Rand bewegt und an den Rändern des Gebietes elastisch reflektiert wird. Bei einer elastischen Reflexion bzw. einem elastischem Stoß an einem festen Gegenstand bleiben Energie, Impuls und Geschwindigkeit des Teilchens erhalten und der Einfallswinkel ist gleich dem Ausfallswinkel. Es ist daher ein Hamiltonsches System.
Abhängig von der Wahl des betrachteten Gebietes kann ein dynamisches Billard alle Verhaltensweisen, von integrabel bis chaotisch zeigen. Ein Vorteil eines Billards gegenüber anderen Hamiltonschen Modellen ist, dass sich das Verhalten auf eine Billard-Abbildung reduzieren lässt, ohne die Bewegungsgleichungen integrieren zu müssen. Eine Billard-Abbildung ist eine spezielle Poincaré-Abbildung, welche die Koordinaten und Winkel bei einer Reflexion auf die Koordinaten und Winkel der nächsten Reflexion abbildet.

## Eigenschaften
Die Hamiltonfunktion, die ein Teilchen mit Koordinaten {\displaystyle q} und Masse {\displaystyle m} und Impuls {\displaystyle p} in einem Potential {\displaystyle V(q)} beschreibt ist
{\displaystyle H(p,q)={\frac {p^{2}}{2m}}+V(q)}
Die Masse als Proportionalitätskonstante zwischen dem Impuls und der Zeitableitung der Koordinaten lässt sich ohne Beschränkung der Allgemeinheit gleich Eins setzen. Die Koordinaten und Impulskomponenten geben den Zustand {\displaystyle (p,q)} eines Teilchens im Phasenraum an. Ein dynamisches Billard ist daher vollständig durch die Wahl des Gebietes {\displaystyle \Omega } definiert. Das Potential ist Null innerhalb des Gebietes und unendlich außerhalb:
{\displaystyle V(q)={\begin{cases}0&q\in \Omega \\\infty &q\notin \Omega \end{cases}}}
Die Dynamik erhält das Phasenraumvolumen von Trajektorien. Trajektorien, die ein Phasenraumvolumen von Null haben, können meistens vernachlässigt werden. Dies gilt insbesondere für Trajektorien, die auf eine Singularität am Rand des Gebietes treffen, wie beispielsweise den Übergang der Geraden zur Kurve beim Bunimowitsch-Stadion.

## Verallgemeinerung
Bei einem verallgemeinerten Billard für ein Teilchen, das sich in einer nicht-euklidischen Mannigfaltigkeit bewegt, ist das Skalarprodukt {\displaystyle p^{2}=p^{i}p^{j}g_{ij}(q)} unter Berücksichtigung des metrischen Tensors {\displaystyle g} zu bilden. 
Für ein quantenmechanisches Billard ist der Impuls durch den Impulsoperator {\displaystyle p=-\mathrm {i} \hbar \nabla } gegeben und man erhält das Eigenwertproblem
{\displaystyle -{\frac {\hbar ^{2}}{2m}}\nabla ^{2}\psi _{n}(q)=E_{n}\psi _{n}(q)}
mit den Energieeigenwerten {\displaystyle E_{n}} und den Wellenfunktionen {\displaystyle \psi _{n}}. Die elastische Streuung am Rand des Gebietes wird zu der Dirichlet-Randbedingung
{\displaystyle \psi _{n}(q)=0\quad {\text{für}}\quad q\notin \Omega }